# تیمورآباد (گرگان)
تیمورآباد، روستایی است از توابع بخش بهاران شهرستان گرگان در استان گلستان ایران.

## جمعیت
این روستا در دهستان قرق قرار دارد و براساس سرشماری سال ۱۳۸۵جمعیت آن ۳۰۰نفر (۷۱خانوار) بوده است.